# Joods monument (Sneek)
Het Joods monument is een monument ter herinnering aan de Joodse gemeenschap in de stad Sneek.
Het monument, dat werd ontworpen door beeldend kunstenaar Dirk Hakze, staat sinds 13 september 2010 naast de ingang van de Joodse begraafplaats in het Burgemeester de Hooppark.

## Symboliek
Door schaduwvorming ontstaat op de vloer van het monument een davidster. Op de Joodse feestdag, Jom Kippoer, is de ster volledig in verhouding. De twaalf lijnen van de schaduw staan voor de twaalf stammen van Israël voortkomend uit de zonen van aartsvader Jacob. De dertien vlakken die ontstaan door de lijnen staan voor de dertien belangrijkste grondslagen van de Joodse godsdienst, zoals deze zijn geformuleerd door de Joodse filosoof en rabbijn Maimonides.

## Plaquette
De tekst op de plaquette luidt:
OP 13 SEPTEMBER 2010 IS DIT MONUMENT ONTHULD DOOR

OPPERRABIJN BINYOMIN JACOBS TER NAGEDACHTENIS AAN

DE VOORMALIG JOODSE GEMEENSCHAP IN SNEEK.

HET MONUMENT STAAT NAAST DE JOODSE BEGRAAFPLAATS.

HET ONTWERP HEEFT MEERDERE SYMBOLISCHE BETEKENISSEN.

DE TWEE DRIEHOEKEN WORDEN GEVORMD DOOR ZES BUIZEN.

ALS DE ZON DE LIJNEN OP DE GROND PROJECTEERT, ZIJN HET ER TWAALF.

DIT GETAL STAAT SYMBOOL VOOR DE TWAALF STAMMEN VAN ISRAËL

VOORTKOMEND UIT DE ZONEN VAN AARTSVADER JACOB.

DE TWAALF LIJNEN TEZAMEN VORMEN - BIJ VOLDOENDE ZONLICHT-

OMSTREEKS JOM KIPPOER EEN DAVIDSTER,

DIE EXACT BINNEN DE BEGRENZING VAN DE BETONPLAAT VALT.

HET OPPERVLAK VAN DE RONDE PLAAT WORDT DOOR

DE SCHADUWWERKING VERDEELD IN DERTIEN VLAKKEN.

HET GETAL DERTIEN KOMT OVEREEN MET HET AANTAL

VAN DE BELANGRIJKSTE GRONDSLAGEN VAN

DE JOODSE GODSDIENST, ZOALS DEZE ZIJN GEFORMULEERD DOOR

DE BEROEMDE RABBIJN, GELEERDE, FILOSOOF EN ARTS MAIMONIDES.